# 大劇 (パチンコチェーン)
株式会社大劇（たいげき、英称：TAIGEKI Co., Ltd.）は、熊本県熊本市に本社を置く、同名のパチンコチェーン店などを運営する企業。

## 沿革
- 1945年 - 創業。
- 1960年 - 通町本店オープン。
- 1983年 - 株式会社大劇設立。
- 1985年 - 山口徳洋が代表取締役に就任。
- 1987年 - 楠店オープン（売上不振の為に閉店）。
- 1989年 - 田崎店オープン（売上不振の為に閉店）。
- 1991年
  - 大津店オープン。
  - 「業界変革」を唱え、企業改革に着手。合言葉は「パチンコ屋からサービス業へ」。
  - CR機、プリペイドカード導入。
- 1992年
  - 菊陽店オープン（売上不振の為に閉店）。
  - テレビCMにブラジルプロサッカー選手のレナト・ガウショを起用。
  - イメージ音楽＆キャラクターに、ディアマンティスを起用。
  - 社団法人日本遊技関連事業協会設立。山口徳洋社長が九州支部副支部長に。
- 1993年 - 大学新卒採用を開始、初めての会社説明会の参加者はわずかに8名。
- 1994年
  - 大学新卒1期生4名が入社
  - 空気清浄機を導入
- 1995年
  - 山鹿店オープン。
  - 全店共通「接客マニュアル」作成。
  - ホールスタッフ用教育ビデオ作成。
  - 地元放送局にて女子大生向けのパチンコ特番を制作、放映。
- 1996年
  - 嘉島店オープン。
  - TOPシステム完成。
  - 大学新卒1期生より初の副店長が誕生。
  - 山口徳洋社長が社団法人日本遊技関連事業協会の九州支部長に。
- 1997年
  - 能力に即応した人事評価制度、給与システムを正式に導入。
  - 昇進試験制度開始
- 1998年
  - 初の女性管理職誕生
  - 山口徳洋社長が社団法人日本遊技関連事業協会の副会長に。
  - ホームページ開設
  - オンリーワン運動スタート
- 1999年
  - UNO店（菊池郡大津町）オープン。
  - 携帯用マニュアルを作成。
  - 「お客様の声BOX」を全店舗に設置。
- 2000年
  - 八代店オープン
  - 山口徳洋社長が社団法人日本遊技関連事業協会の相談役に。
  - カウンターリーダー会議発足
  - カウンター業務マニュアル作成
  - オンリーワン講座開始
- 2001年
  - 事務職マニュアル作成
- 2002年
  - 長嶺店オープン
  - 天草店オープン
- 2004年
  - サンロードシティ人吉店オープン
- 2006年
  - 浜線店オープン

## 運営店舗
- 長嶺店（熊本市東区長嶺西）
- 嘉島店（上益城郡嘉島町鯰）

## エピソード
- 「株式会社大劇」は、株式会社大洋（大洋デパート）の創業者一族経営の企業。[要出典]本社所在地には1947年1月に映画館「熊本大洋映画劇場」が開業し、1961年7月にビル化[2]。1969年12月27日にはアントニン・レーモンドの設計・戸田建設の施工による地上7階・地下1階建てのビルに建て替えられ[3]、大洋映劇は同ビルの地下1階に180席の映画館として存続したが、1992年頃に閉館（現在は跡地に熊本マンガアーツが入居[4]）。本社ビルは大洋企業株式会社が管理運営している[3]。